# Охрімовецька сільська рада
Охрімове́цька сільська́ ра́да — адміністративно-територіальна одиниця та орган місцевого самоврядування в Віньковецькому районі Хмельницької області. Адміністративний центр — село Охрімівці.

## Загальні відомості
Охрімовецька сільська рада утворена в 1923 році.
- Територія ради: 40,21 км²
- Населення ради: 1 915 осіб (станом на 2001 рік)

## Населені пункти
Сільській раді підпорядковані населені пункти:
- с. Охрімівці
- с. Слобідка-Охрімовецька

## Склад ради
Рада складається з 16 депутатів та голови.
- Голова ради: Маринюк Марія Іванівна
- Секретар ради: Кошова Ольга Михайлівна

### Керівний склад попередніх скликань
| Прізвище, ім'я, по батькові | Основні відомості                                                         | Дата обрання | Дата звільнення |
| --------------------------- | ------------------------------------------------------------------------- | ------------ | --------------- |
| Лисий Микола Миколайович    | Сільський голова, 1973 року народження, освіта вища, член Народної партії | 26.03.2006   | 31.10.2010      |
| Лисий Микола Миколайович    | Сільський голова, 1973 року народження, освіта вища, безпартійний         | 31.10.2010   | 27.05.2012      |
| Маринюк Марія Іванівна      | Сільський голова, 1968 року народження, освіта вища, позапартійна         | 27.05.2012   |                 |

Примітка: таблиця складена за даними сайту Верховної Ради України

### Депутати
За результатами місцевих виборів 2010 року депутатами ради стали:

#### За суб'єктами висування
| Суб'єкт висування           | Кількість обраних депутатів | %    |
| --------------------------- | --------------------------- | ---- |
| Партія регіонів             | 10                          | 62,5 |
| Народна партія              | 3                           | 18,8 |
| Комуністична партія України | 2                           | 12,5 |
| Самовисування               | 1                           | 6,3  |

#### За округами
| № округу                    | Прізвище, ім'я, по батькові     | Дата визнання обраним | Освіта             | Партійна приналежність            | Відомості про обраного депутата                           |
| --------------------------- | ------------------------------- | --------------------- | ------------------ | --------------------------------- | --------------------------------------------------------- |
| Комуністична партія України |                                 |                       |                    |                                   |                                                           |
| 5                           | Миколішен Вадим Володимирович   | 03.11.2010            | середня            | член Комуністичної партії України | тимчасово не працює                                       |
| 6                           | Миколішенна Люба Василівна      | 03.11.2010            | вища               | член Комуністичної партії України | пенсіонер                                                 |
| Народна Партія              |                                 |                       |                    |                                   |                                                           |
| 3                           | Комова Ольга Михайлівна         | 03.11.2010            | вища               | член Народної партії              | Охрімовецька сільська рада, секретар виконкому            |
| 4                           | Дилян Ольга Ігорівна            | 03.11.2010            | середня            | член Народної партії              | приватний підприємець                                     |
| 12                          | Потравний Теофіл Миколайович    | 03.11.2010            | середня спеціальна | член Народної партії              | ТОВ «Агрофірма Прогрес — В», головний інженер             |
| Партія регіонів             |                                 |                       |                    |                                   |                                                           |
| 1                           | Годущан Надія Василівна         | 03.11.2010            | вища               | член Партії регіонів              | Охрімовецька загальноосвітня школа, вчитель               |
| 2                           | Петрановська Оксана Олексіївна  | 03.11.2010            | середня спеціальна | член Партії регіонів              | Охрімовецька бібліотека, завідувачка                      |
| 7                           | Літвінюк Лариса Дмитрівна       | 03.11.2010            | середня            | член Партії регіонів              | пенсіонер                                                 |
| 8                           | Дилян Михайло Вікторович        | 03.11.2010            | вища               | член Партії регіонів              | Охрімовецька загальноосвітня школа, директор              |
| 9                           | Магаляс Леся Станіславівна      | 03.11.2010            | середня спеціальна | член Партії регіонів              | Дитячий садок, директор                                   |
| 10                          | Штанько Валентина Аполінаріївна | 03.11.2010            | середня            | член Партії регіонів              | с. Охрімівці магазин, продавець                           |
| 11                          | Голуб Галина Григорівна         | 03.11.2010            | середня спеціальна | член Партії регіонів              | Охрімовецький фельдшерсько-акушерський пункт, завідувачка |
| 13                          | Ткачук Валентина Валеріївна     | 03.11.2010            | вища               | позапартійна                      | Слобідсько-Охрімовецька загальноосвітня школа, вчитель    |
| 15                          | Мазур Галина Мар'янівна         | 03.11.2010            | середня спеціальна | член Партії регіонів              | Охрімівці сільська рада, землевпорядник                   |
| 16                          | Підлісняк Марія Іванівна        | 03.11.2010            | вища               | член Партії регіонів              | Охрімовецька загальноосвітня школа, директор              |
| Самовисування               |                                 |                       |                    |                                   |                                                           |
| 14                          | Ткачук Олена Миколаївна         | 03.11.2010            | середня            | позапартійна                      | тимчасово не працює                                       |